# Eugen von Stieler
Eugen Stieler, seit 1888  Ritter von Stieler (* 19. September 1845 in München; † 9. Oktober 1929 in München) war ein deutscher Maler.

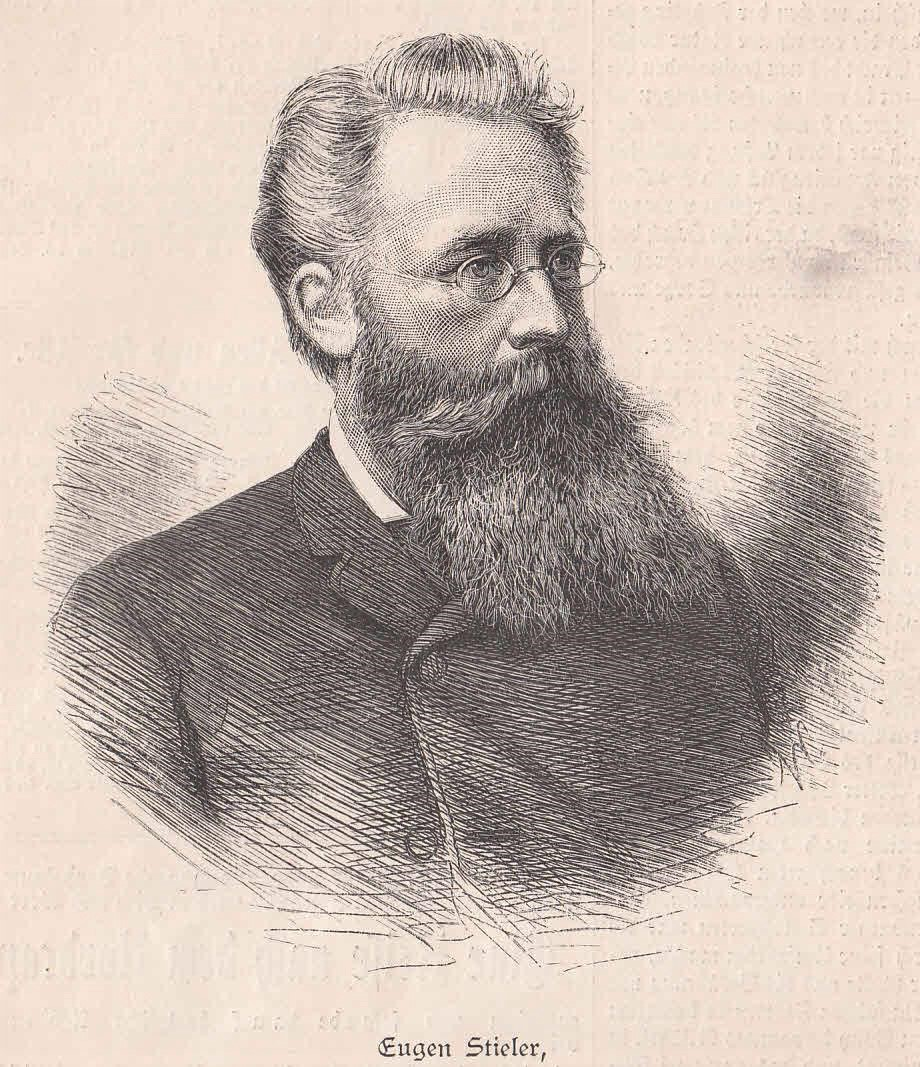
Eugen Stieler, Holzstich (1888)

## Familie und Ausbildung
Die Familie stammte aus Mainz, wo der Großvater August Friedrich Stieler als Medailleur und Stempelschneider der kurfürstlichen Münze tätig gewesen war. Sein Sohn Joseph Karl Stieler bildete sich in der Malerei in Würzburg und Wien aus und ließ sich 1820 endgültig in München nieder, wo er schließlich die Stellung eines Hofmalers bekleidete. In zweiter Ehe heiratete Stieler 1830 Josephine von Miller, eine Tochter des kgl. Rats und Advokaten Joseph von Miller, Eugens Mutter. Der Maler Max Stieler und die Dichterin Ottilie, verheiratete Kleinschrod (Otilie Malybrok-Stielerová) waren Halbgeschwister aus der ersten Ehe des Vaters, der Jurist, Archivar und Schriftsteller Karl Stieler (die Schwestern Else, Dora und Irmingard seine Töchter) und der Arzt Guido Stieler seine leiblichen Geschwister. Kurt Stieler, Guidos Sohn, wurde Schauspieler und Regisseur; ein Großneffe des Vaters war der Stuttgarter Landschafts- und Architekturmaler Robert Stieler.
Eugen Stieler wuchs in dem 1842 von dem Münchner Architekten Franz Xaver Kreuter erbauten Elternhaus (1914 abgebrochen) in der Münchner Barer Straße auf; die Sommermonate verbrachte die Familie in einem Landhaus auf der Point am Tegernsee. Er erhielt seine schulische Ausbildung am Ludwigsgymnasium, seit 1860 am Maximiliansgymnasium in München und studierte nach dem Abitur ab 1864 zunächst Rechtswissenschaften an den Universitäten in München und Berlin. Während seines Studiums wurde er Mitglied des AGV München im Sondershäuser Verband. 1868 promovierte er zum Dr. jur. und legte 1872 die Staatsprüfung ab. Mit dem 26. April 1872 ist sein Eintritt in die Naturklasse der Kunstakademie in München dokumentiert, wo er sich bei Hermann Anschütz und anschließend bei Ferdinand Barth und Otto Seitz sowie von 1875 bis 1880 in der Kompositionsklasse von Karl von Piloty zum Maler ausbildete. Im Winter 1880/81 unternahm er eine Studienreise nach Italien.
1883 heiratete Eugen Stieler die Gutsbesitzerstochter Josephine Hofreiter, die bereits im folgenden Jahr starb. Kurz nach seinem 84. Geburtstag verstarb von Stieler nach einem operativen Eingriff in einer Münchner Privatklinik. Seine Urne wurde auf dem Alten südlichen Friedhof in München beigesetzt.

## Tätigkeit
Eugen Stieler war Mitglied der Künstlervereinigung Die Gaukler, der Geselligen Vereinigung Münchner Künstler, des Künstlerhausvereins sowie des Münchner Kunstvereins, Ehrenmitglied der Künstlergesellschaft Allotria und der Gesellschaft Arti et Amicitiae in Den Haag. Seit 1879 Mitglied der Münchner Künstlergenossenschaft übernahm er 1881 bis 1883 und erneut 1885 bis 1895 deren Vorsitz und war ab 1885 auch im Hauptvorsitz der Allgemeinen Deutschen Kunstgenossenschaft. Er war für die Organisation zahlreicher Kunstausstellungen zuständig, u. a. der deutschen Kunstabteilung der Ausstellung in Antwerpen 1885 sowie 1888 bis 1895 der Jahresausstellungen im Münchner Glaspalast. 1888 wurde ihm durch Prinzregent Luitpold von Bayern der Verdienstorden der Bayerischen Krone verliehen, dann auch der Orden vom Heiligen Michael 2. Klasse, verbunden mit der Erhebung in den persönlichen Adel. 1899 bis 1911 übte er die Funktion eines Sekretärs und Kassiers der kgl. Kunstakademie aus, seit 1. Januar 1900 – als Nachfolger von Moriz Carrière – die des Syndikus (Stellvertreter des Direktors). 1903 erfolgte die Ernennung zum Titular-Professor, 1905 die zum Ehrenmitglied der Akademie. 1918 trat von Stieler mit dem Titel Geheimer Hofrat in den Ruhestand.

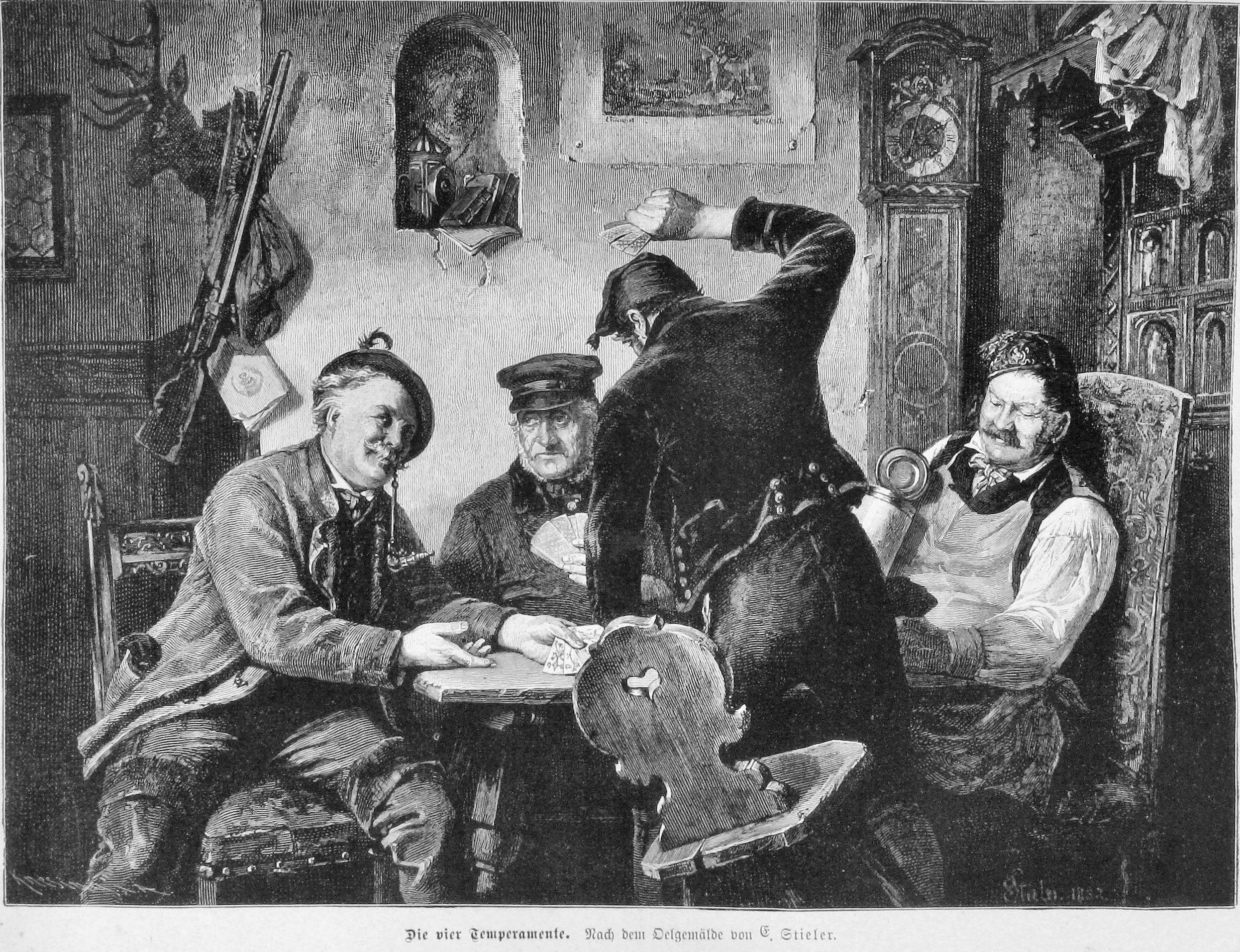
Die vier Temperamente In: Die Gartenlaube. 1883.

Als Maler orientierte sich Stieler zunächst am Werk seines Lehrers Karl Theodor von Piloty, etwa mit der noch während der Studienzeit an der Akademie entstandenen Totengräberszene aus Hamlet, die anlässlich der Berliner akademischen Kunstausstellung von 1877 gezeigt wurde. Dann wechselte er zu Motiven aus dem oberbayrischen bäuerlichen und dörflichen "Volksleben", wie Erste Künstlerleiden (1879), Die Wilderer (1880), Die vier Temperamente (1882), das einen Dorfwirt mit drei einheimischen Gästen in einer bayrischen Stube beim Kartenspiel zeigte, oder Im Volkstheater(1883). Kompositionen wie Die alte Wiege (1887), Der Herr Gemeindevorstand, Alter schützt vor Torheit nicht oder Eile mit Weile! wurden bekannt durch ihre Reproduktion als Holzstich in den populären Zeitschriften Die Gartenlaube oder Universum. Ungewöhnlich für das Werk des Malers waren Ansichten der Fabrikanlagen der BASF in Ludwigshafen am Rhein, entstanden 1881. Auch einige Bildnisse von der Hand Stielers sind bekannt geworden, darunter das Bildnis Ludwig Prinz von Bayern als Inhaber des 10. Bayerischen Infanterieregiments (1885) sowie ein Bildnis eines bärtigen Herrn mit Kneifer (Henrik Ibsen) von 1897.

## Bildnis
- Eugen Stieler, 1. Präsident der Internationalen Jubiläums-Kunstausstellung in München. Brustbild, Holzstich, (1888); Herkunft unbekannt.
- Das Kollegium der Münchner Kunstakademie. Postkarte 1909, In: Nikolaus Gerhart, Walter Grasskamp, Florian Matzner (Hrsg.): 200 Jahre Akademie der Bildenden Künste München. München 2008, S. 62.
- Eugen von Stieler. Porträtfoto, In: Münchner Zeitung. Nr. 281, 11. Oktober 1929.
- Fritz Wimmer: Eugen von Stieler. Bildniszeichnung (mit Text), In: München-Augsburger Abendzeitung. Nr. 298, 3. November 1929.
- Eugen von Stieler. Porträtplastik von Rudolf Maison; Verbleib unbekannt.

## Schriften
- Akademie der Bildenden Künste [München] (Hrsg.): Die Königliche Akademie der Bildenden Künste zu München. Festschrift zur Hundertjahrfeier. Bruckmann, München 1909.
- Die Goldene Medaille II. Classe. Zertifikat für 'J. Mc. Neal Whistler in London'. München, 28. Oktober 1888. bezeichnet: Eugen Stieler. Präsident; Karl Albert Baur, Schriftführer: III. Internationale Kunstausstellung 1888 (Münchener Jubiläumsausstellung).
- Eigenh. Brief mit Unterschrift, München, 7. November 1887: München, Staatsbibliothek, Hollandiana A1.
- 14 eigenhändige Briefe, 1 Foto, u. a. in den Nachlässen von L. Ganghofer, F. Kester, M. Schmidt: Münchner Stadtbibliothek Monacensia, Nachlässe.